# 埃特雷希 (谢尔省)
埃特雷希（法語：Étréchy，法語發音：[etʁeʃi] ⓘ）是法国谢尔省的一个市镇，属于布尔日区。

## 地理
埃特雷希（47°9'44"N, 2°43'30"E）面积31.88 平方千米，位于法国中央-卢瓦尔河谷大区谢尔省，该省份为法国中部省份，北起卢瓦雷省，西接卢瓦-谢尔省和安德尔省，南至克勒兹省，东南接阿列省，东临涅夫勒省。
与埃特雷希接壤的市镇（或旧市镇、城区）包括：阿济、布雷西、绍穆马尔西利、格鲁瓦斯、格龙、吕尼香槟、里扬、维拉邦。

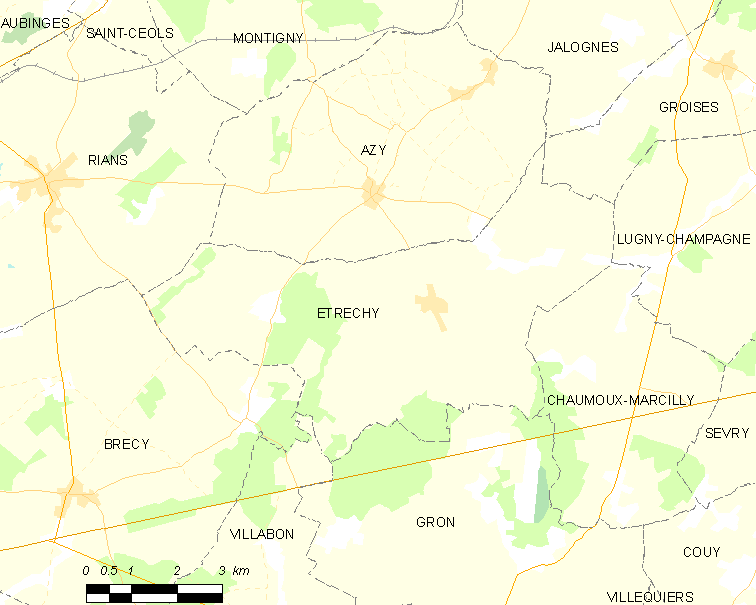
的OSM定位图

埃特雷希的时区为UTC+01:00、UTC+02:00（夏令时）。

## 行政
埃特雷希的邮政编码为18800，INSEE市镇编码为18090。

## 政治
埃特雷希所属的省级选区为阿沃尔县。

## 人口

1962-2008年间人口变化图示

埃特雷希于2022年1月1日时的人口数量为410人。